# Абдулгазіно
Абдулга́зіно (рос. Абдулгазино, башк. Әбделғәзе) — присілок у складі Абзеліловського району Башкортостану, Росія. Входить до складу Амангільдінської сільської ради.
Населення — 295 осіб (2010; 306 в 2002).
Національний склад:
- башкири — 100%

## Видатні уродженці
- Шафік Аминєв-Тамьяні — башкирський поет.